# 7677 Sawa
7677 Sawa (1995 YP3) là một tiểu hành tinh vành đai chính được phát hiện ngày 27 tháng 12 năm 1995 bởi Takao Kobayashi ở Oizumi.